# Brownsville (Kentucky)
Brownsville és una població dels Estats Units a l'estat de Kentucky. Segons el cens del 2000 tenia 1.000 habitants.

## Demografia
Segons el cens del 2000, Brownsville tenia 921 habitants, 387 habitatges, i 229 famílies. La densitat de població era de 223,6 habitants/km².
Dels 387 habitatges en un 26,4% hi vivien nens de menys de 18 anys, en un 40,6% hi vivien parelles casades, en un 16,8% dones solteres, i en un 40,6% no eren unitats familiars. En el 37,5% dels habitatges hi vivien persones soles el 15,8% de les quals corresponia a persones de 65 anys o més que vivien soles. El nombre mitjà de persones vivint en cada habitatge era de 2,15 i el nombre mitjà de persones que vivien en cada família era de 2,81.
Per edats la població es repartia de la següent manera: un 20,3% tenia menys de 18 anys, un 8,6% entre 18 i 24, un 22,8% entre 25 i 44, un 24,4% de 45 a 60 i un 23,9% 65 anys o més.
L'edat mediana era de 43 anys. Per cada 100 dones de 18 o més anys hi havia 71,1 homes.
La renda mediana per habitatge era de 15.370 $ i la renda mediana per família de 21.250 $. Els homes tenien una renda mediana de 26.125 $ mentre que les dones 14.583 $. La renda per capita de la població era de 15.711 $. Entorn del 30,8% de les famílies i el 32,6% de la població estaven per davall del llindar de pobresa.

## Poblacions més properes
El següent diagrama mostra les poblacions més properes.